# Eduardo Baselga y Chaves

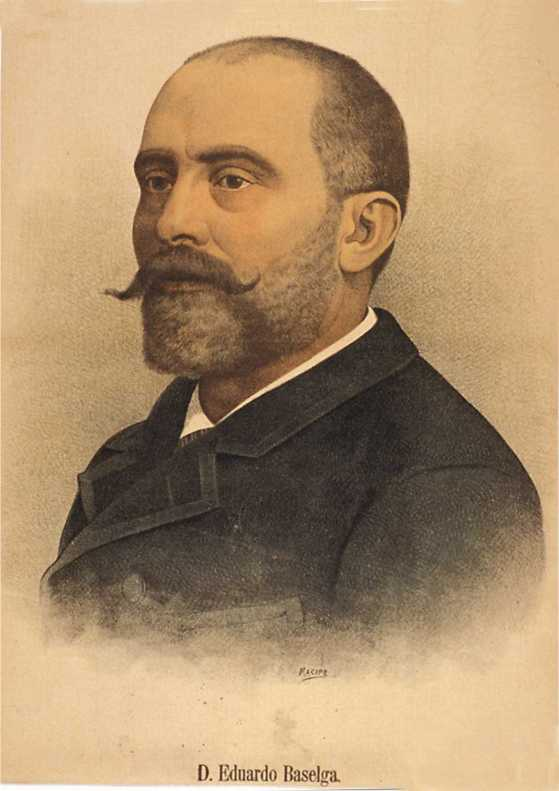
Eduardo Baselga, litografía de Vicente Macipe, 1892. Biblioteca Nacional de España

Eduardo Baselga y Chaves (Villanueva del Fresno, 16 de mayo de 1838-Madrid, 15 de septiembre de 1906) fue médico del cuerpo de Sanidad Militar y político republicano español. 

## Biografía
Elegido diputado al Congreso por la circunscripción de Badajoz en las elecciones del 20 de abril de 1879, renovó el mandato en sucesivas convocatorias hasta la elecciones de marzo de 1893 y, tras un paréntesis de cuatro años, de nuevo en 1899, en las elecciones celebradas el 16 de abril. En 1905, tras abrazar la causa monárquica, fue elegido senador también por la circunscripción de Badajoz, tras acreditar haber sido elegido diputado a Cortes en siete elecciones generales y ser titular de un depósito de 40 000 pesetas en el Banco de España en cuatro títulos de deuda perpetua al 4 %. Las sucesivas reelecciones de Baselga hicieron de Badajoz el único lugar de España en el que los republicanos mantuvieron de forma continuada un acta de diputado entre 1879 y 1886, lo que resulta más notable por cuanto Baselga lo consiguió enfrentado casi siempre a la mayor parte del republicanismo pacense y sus medios de comunicación.
Licenciado en Medicina por la Universidad de Sevilla, en 1864, en 1865 ingresó en el cuerpo de Sanidad Militar en el que hizo toda su carrera hasta la jubilación en 1895. Según su hoja de servicios participó en la batalla de Alcolea, con la que triunfó la Revolución de 1868. En los años del Sexenio Democrático participó en acciones contra los carlistas y los federales y se presentó voluntario para combatir la fiebre amarilla en Valencia y Alicante, lo que le valió menciones honoríficas de los gobiernos militar y civil y en 1875, por acuerdo de las Cortes, ser declarado Benemérito de la Patria, con grado de subinspector de 1ª clase.
Aunque republicano, inicialmente en las filas de Manuel Ruiz Zorrilla y su Partido Republicano Progresista, tras las elecciones de 1879, en las que se presentó como demócrata con el apoyo unánime de los republicanos, tuvo siempre en su contra a los partidarios de Nicolás Salmerón, a quien llegó a disputar el acta de diputado por Badajoz en 1881 y 1886, derrotándolo, así como a los republicanos federales extremeños. Siempre contrario al retraimiento electoral defendido en algunos momentos por una mayoría de sus compañeros republicanos, sus apoyos, más que en la capital provincial, estaban en los pueblos, lo que le aseguró el acta tanto con gobiernos liberales como con gobiernos conservadores al prestarse al sistema caciquil del encasillado.
Sus intervenciones en el Congreso, ya tras su primera elección en 1879, aparte de la defensa de la línea férrea Mérida-Sevilla y de algunas otras cuestiones locales, sobre las que asentó sus sucesivas victorias electorales, estuvieron dedicadas, casi exclusivamente, a la defensa de la abolición de la esclavitud en Cuba. Derrotado en las elecciones de 1901, a las que concurrió contra el acuerdo de la Unión Nacional Republicana de no presentarse por Badajoz, en septiembre de 1905, tras retirar su candidatura en las elecciones al Congreso, se unió a la facción encabezada por Eugenio Montero Ríos en el Partido Liberal, para ser inmediatamente encasillado al Senado.